# Le Lac des cygnes - la zone
Pour plus de détails, voir Fiche technique et Distribution.
Le Lac des cygnes - la zone (Лебединое озеро. Зона, Lebedinoïe ozero. Zona) est un film soviétique réalisé par Iouri Illienko, sorti en 1989.

## Synopsis
Trois jours avant la fin de sa peine, un homme s'échappe de prison. Il trouve refuge dans le piédestal rouillé monument en bordure de route «Faucille et marteau», où il trouve une femme. Ils tombent amoureux l'un de l'autre et la femme achète même des billets de train avec son fils et  l'homme pour partir. Cependant, ce jour-là, les ouvriers viennent peindre le monument et l'homme est renvoyé en prison.

## Fiche technique
- Titre : Le Lac des cygnes - la zone[2]
- Titre original : Лебединое озеро. Зона (Lebedinoïe ozero. Zona)
- Réalisation : Iouri Illienko
- Scénario : Sergueï Paradjanov, Iouri Illienko
- Photographie : Youri Illienko
- Musique : Virko Baley
- Pays d'origine : URSS
- Format : Couleurs - 35 mm - Mono
- Genre : drame
- Durée : 96 minutes
- Date de sortie : 1989

## Distribution
- Viktor Soloviov
- Lioudmyla Efymenko Zona, une femme
- Maïa Boulgakova
- Pylyp Illienko
- Viktor Demertach